# Danh sách súng ngắn ổ xoay
Đây là danh sách của cách loại súng ngắn ổ xoay sử dụng cơ chế hoạt động đơn và hoạt động kép từng được chế tạo trên thế giới.
| Tên                                               | Nhà sản xuất | Ảnh | Loại đạn | Quốc gia                                        | Năm            |
| ------------------------------------------------- | --- | --- | --- | ----------------------------------------------- | -------------- |
| Apache                                            | L. Dolne à Liege | | 7mm Lefaucheux | Bỉ                                              | 1860           |
| Astra 680                                         | Astra-Unceta y Cia SA | | .22 Long Rifle .22 Winchester Magnum Rimfire .32 Smith & Wesson Long .38 Special | Tây Ban Nha                                     | 1981           |
| Beaumont–Adams                                    | Robert Adams of London | | .479 inch .338 inch .442 Webley | Anh Quốc                                        | 1862           |
| Beretta Laramie                                   | Fabbrica d' Armi Pietro Beretta S.p.A.                                                                                            | | .45 Long Colt .38 Special | Ý                                               |                |
| Beretta Stampede                                  | Fabbrica d' Armi Pietro Beretta S.p.A.                                                                                            | | .45 Long Colt .357 Magnum | Ý                                               |                |
| Bodeo Model 1889                                  | | | 10.35mm Ordinanza Italiana | Ý                                               | 1889           |
| Bossu                                             | Manufacture d’armes Lepage | | | Bỉ                                              | 1890           |
| Charter Arms Bulldog                              | Charter Arms | | .44 Special .357 Magnum | Hoa Kỳ                                          | 1970s          |
| Chiappa Rhino                                     | Chiappa Firearms | | .357 Magnum 9mm Parabellum .40 S&W 9×21mm | Ý                                               | 2009           |
| Súng ngắn hỏa mai Collier                         | John Evans & Son of London | | | Hoa Kỳ                                          | 1814           |
| Colombo-Ricci                                     | | | 10.35mm Ordinanza Italiana | Ý                                               | 1910           |
| Colt Hải quân 1851                                | Colt's Manufacturing Company | | Đạn đầu tròn.36 .38 Rimfire .38 Centerfire | Hoa Kỳ                                          | 1850           |
| Colt Hải quân 1861                                | Colt's Manufacturing Company | | Đạn đầu giấy.36 caliber .38 Short Colt | Hoa Kỳ                                          | 1861           |
| Colt Anaconda                                     | Colt's Manufacturing Company | | .44 Special .44 Magnum .45 Colt | Hoa Kỳ                                          | 1990           |
| Colt Army Model 1860                              | Colt's Manufacturing Company | | Paper-wrapped.44 caliber .44 Colt | Hoa Kỳ                                          | 1860           |
| Colt Buntline                                     | Colt's Manufacturing Company | | .45 Colt | Hoa Kỳ                                          | 1957           |
| Colt Cobra                                        | Colt's Manufacturing Company | | .38 Special .32 Colt New Police .22 LR | Hoa Kỳ                                          | 1950           |
| Colt Detective Special                            | Colt's Manufacturing Company | | .32 Colt New Police .38 Colt New Police .38 Special | Hoa Kỳ                                          | 1927           |
| Colt Diamondback                                  | Colt's Manufacturing Company | | .22 LR .22 WMR .38 Special | Hoa Kỳ                                          | 1966           |
| Colt Dragoon                                      | Colt's Manufacturing Company | | Đạn.44 inch | Hoa Kỳ                                          | 1848           |
| Colt House Colt Cloverleaf                        | Colt's Manufacturing Company | | .41 Rimfire | Hoa Kỳ                                          | 1871           |
| Colt King Cobra                                   | Colt's Manufacturing Company | | .38 Special .357 Magnum | Hoa Kỳ                                          | 1986           |
| Colt M1877                                        | Colt's Manufacturing Company | | .32 Colt .38 Long Colt .41 Long Colt | Hoa Kỳ                                          | 1877           |
| Colt M1878                                        | Colt's Manufacturing Company | | .45 Colt .32-20 WCF .38 Long Colt .38-40 WCF .41 Colt .44-40 WCF .455 Webley .476 Eley | Hoa Kỳ                                          | 1878           |
| Colt M1889                                        | Colt's Manufacturing Company | | .41 Long Colt .38 Long Colt .38 Short Colt | Hoa Kỳ                                          | 1889           |
| Colt M1892                                        | Colt's Manufacturing Company | | .38 Long Colt .41 Long Colt | Hoa Kỳ                                          | 1892           |
| Colt Model 1905 Marine Corps                      | Colt's Manufacturing Company | | .38 S&W | Hoa Kỳ                                          | 1905           |
| Colt Model 1849 Pocket Revolver                   | Colt's Patent Firearms Manufacturing Company                                                                                      | Tập tin:Pocketmodold.JPG                                                                                                | Đạn hình cầu.31 | Hoa Kỳ                                          | 1847           |
| Colt Model 1855 Sidehammer Pocket Revolver "Root" | Colt's Patent Firearms Manufacturing Company                                                                                      | | Đạn hình cầu.31 Đạn hình cầu.28 | Hoa Kỳ                                          | 1855           |
| Colt Model 1862 Pocket Police                     | Colt's Patent Firearms Manufacturing Company                                                                                      | | Đạn hình cầu.31 | Hoa Kỳ                                          | 1861           |
| Colt Model 1871-72 Open Top                       | Colt's Patent Firearms Manufacturing Company                                                                                      | | .44 Henry | Hoa Kỳ                                          | 1871           |
| Colt New Line                                     | Colt's Patent Firearms Manufacturing Company                                                                                      | | .22 Caliber .30 Caliber .32 Caliber .38 Caliber .41 Caliber | Hoa Kỳ                                          | 1873           |
| Colt New Police                                   | Colt's Patent Firearms Manufacturing Company                                                                                      | | .32 Colt New Police | Hoa Kỳ                                          | 1896           |
| Colt New Service                                  | Colt's Patent Firearms Manufacturing Company                                                                                      | | .45 Colt .455 Webley .476 Enfield .45 ACP .44-40 .44 Special .38-40 .38 Special .357 Magnum | Hoa Kỳ                                          | 1898           |
| Colt Open Top Pocket Model Revolver               | Colt's Patent Firearms Manufacturing Company                                                                                      | Tập tin:Colt Open Top.22.JPG                                                                                            | .22 Short .22 Long | Hoa Kỳ                                          | 1871           |
| Colt Official Police                              | Colt's Patent Firearms Manufacturing Company                                                                                      | | .22 Long Rifle .32-20 .38 Special .41 Long Colt | Hoa Kỳ                                          | 1908           |
| Colt Paterson                                     | Colt's Patent Firearms Manufacturing Company                                                                                      | | Đạn.36–.380-inch | Hoa Kỳ                                          | 1836           |
| Colt Police Positive                              | Colt's Patent Firearms Manufacturing Company                                                                                      | | .32 Long Colt, .32 Short Colt .32 Colt New Police .38 Colt New Police | Hoa Kỳ                                          | 1907           |
| Colt Police Positive Special                      | Colt's Patent Firearms Manufacturing Company                                                                                      | | .32 Colt New Police .38 Colt New Police .32-20 .38 Special | Hoa Kỳ                                          | 1908           |
| Colt Python                                       | Colt's Patent Firearms Manufacturing Company                                                                                      | | .357 Magnum | Hoa Kỳ                                          | 1955           |
| Colt Trooper Mk. III                              | Colt's Patent Firearms Manufacturing Company                                                                                      | | .22 Long Rifle .22 WMR .38 Special .357 Magnum | Hoa Kỳ                                          | 1953           |
| Colt Single Action Army                           | Colt's Patent Firearms Manufacturing Company                                                                                      | | .45 Colt .44-40 WCF .38-40 WCF .32-20 WCF .38 Colt .22 LR .38 Special .357 Magnum .44 Special | Hoa Kỳ                                          | 1872           |
| Colt Trooper                                      | Colt's Patent Firearms Manufacturing Company                                                                                      | | .22 Long Rifle .22 WMR .38 Special .357 Magnum | Hoa Kỳ                                          | 1953           |
| Colt Walker                                       | Eli Whitney Blake | | Đạn.44 (.454 in) | Hoa Kỳ                                          | 1847           |
| Enfield Mk II                                     | RSAF Enfield | | .476" Revolver Mk II | Anh Quốc                                        | 1879           |
| Enfield No. 2                                     | Royal Small Arms Factory | | .38/200 | Anh Quốc                                        | 1928           |
| FAMAE                                             | FAMAE | | .32 Long Colt .38 Special | Chile                                           |                |
| FN Barracuda                                      | Fabrique Nationale d'Herstal | | 9×19mm Parabellum .357 Magnum .38 Special | Bỉ                                              | 1970s          |
| Freedom Arms Model 83.500 WE                      | Freedom Arms | | .500 Wyoming Express | Hoa Kỳ                                          |                |
| Frontier Bulldog (sao chép từ Webley RIC)         | J.B. Rongé & Sons | | .442 Webley .450 Adams | Bỉ                                              |                |
| Galand Velo-dog                                   | | | 5.75mm Velo-dog | Pháp                                            |                |
| Garcia-Reynoso                                    | | | 7.8×30mm | Argentina                                       |                |
| Gward                                             | KMW "Wifama" | | .38 Special | Ba Lan                                          | 1990           |
| IOF.22                                            | Indian Ordnance Factory | | .22 Long Rifle | Ấn Độ                                           |                |
| JTL-E.500 S&W Magnum 12"                          | Janz-Präzisionstechnik GmbH | | .500 S&W Magnum | Đức                                             |                |
| MP412 REX                                         | Izhevsk Mechanical Plant | | .357 Magnum .38 Special | Nga                                             | Thập niên 1990 |
| Kerr's Patent Revolver                            | London Armoury Company | | .36 inch .44 inch | Hoa Kỳ                                          | 1855           |
| Korth Combat                                      | Korth GmbH | | .357 Magnum .38 Special | Đức                                             | 1965           |
| Shiki 26                                          | Koishikawa arsenal | | 9mm Japanese revolver | Nhật Bản                                        | 1893           |
| Landstad                                          | 7.5mm 1882 Ordnance | | 7.5mm 1882 Ordnance | Na Uy                                           | 1900           |
| Lefaucheux M1858                                  | | | 12mm pinfire | Pháp                                            | 1858           |
| LeMat                                             | | | .42 ball .36 ball 20 gauge | Liên minh miền Nam                              | 1855           |
| M1879 Reichsrevolver                              | V.C. Schilling & Cie Spangenberg &SauerC.G. Haenel & Cie Gebrüder Mauser & Cie Oberndorf-am-Neckar Königliche Gewehrfabrik Erfurt | | 10.6×25mmR | Đức                                             | 1879           |
| M1870 Gasser                                      | Leopold Gasser Waffenfabrik | | 11.2×29.5mm 'Montenegrin' | Áo-Hung                                         | 1870           |
| M1917                                             | Colt's Manufacturing Company Smith & Wesson                                                                                       | | .45 ACP .45 Auto Rim | Hoa Kỳ                                          | 1917           |
| Magnum Research BFR                               | Magnum Research | | .30-30 Winchester .38-55 Winchester .375 Winchester .444 Marlin .45 Colt .410 .45-70 Government .45-90 Winchester .450 Marlin .460 S&W Magnum .500 S&W Magnum .50 Beowulf .22 Hornet .218 Bee .44 Remington Magnum .454 Casull .480 Ruger .475 Linebaugh .50 GI .50 Action Express .500 JRH | Hoa Kỳ                                          |                |
| Manurhin MR 73                                    | Matra Manurhin Defense Chapuis Armes                                                                                              | | .22LR .32 S&W Long 9mm Parabellum .38 Special .357 Magnum | Pháp                                            | 1973           |
| MAS 1873 Chamelot-Delvigne                        | Manufacture d'armes de Saint-Étienne                                                                                              | | 11 mm Mle 1873 | Pháp · Bỉ                                       | 1873           |
| Mateba Model 6 Unica                              | Macchine Termo-Balistiche | | .357 Magnum .44 Magnum .454 Casull | Ý                                               | 1997           |
| Mauser Zig-Zag                                    | Mauser | | 6mm 9mm | Đức                                             | 1878           |
| MIL Thunder 5                                     | MIL, Inc. | | .410 bore .45 Colt .45-70 Government | Hoa Kỳ                                          | 1992           |
| Modèle 1892                                       | Manufacture d'armes de Saint-Étienne                                                                                              | | 8mm French Ordnance | Pháp                                            | 1892           |
| Nagant M1895                                      | Nagant Tula Arms Plant Izhevsk Państwowa Fabryka Karabinów                                                                        | | 7.62×38mmR | Bỉ                                              | 1886           |
| Nagant wz. 30                                     | | | | Ba Lan                                          | 1930           |
| New Nambu M60                                     | Minebea | | .38 Special | Nhật Bản                                        | 1951           |
| NRP9 Police Revolver                              | Norinco | | .38 Special | Trung Quốc                                      | 2014           |
| OTs-01 Kobalt                                     | KBP Instrument Design Bureau | | 9×18mm Makarov .380 ACP | Liên Xô                                         | 1991           |
| OTs-20 Gnom                                       | KBP Instrument Design Bureau | | 12.5×40mm STs-110 | Nga                                             | 1994           |
| Súng ngắn ổ xoay im lặng OTs-38 Stechkin          | KBP Instrument Design Bureau | | 7.62×42mm SP-4 | Nga                                             | 2001           |
| Pfeifer Zeliska.600 Nitro Express revolver        | Pfeifer Waffen | | .600 Nitro Express | Áo                                              |                |
| Pirlot Frères Ordonnanzrevolver 1872              | Pirlot Frères | | .41 Rimfire | Thụy Sĩ                                         | 1872           |
| Rast & Gasser M1898                               | Rast & Gasser | | 8mm Gasser | Áo-Hung                                         | 1898           |
| Remington Model 1858                              | Remington Arms | | .31 .36 .44 percussion .32 rimfire .38 centerfire .38 rimfire .46 rimfire | Hoa Kỳ                                          | 1858           |
| Remington Model 1875                              | Remington Arms | | .45 Colt .44-40 Winchester .44 Remington | Hoa Kỳ                                          | 1875           |
| Remington Model 1890                              | Remington Arms | | .44-40 Winchester | Hoa Kỳ                                          | 1890           |
| M1879 và M1883 Reichsrevolver                     | V.C. Schilling & Cie Spangenberg & Sauer C.G Haenel & Cie Mauser Oberndorf-am-Neckar Königliche Gewehrfabrik Erfurt               | | 10.6×25mmR German Ordnance | Đức                                             | 1879           |
| Röhm RG-14                                        | Röhm Gesellschaft | | .22 Long Rifle | Tây Đức                                         |                |
| Rossi Model 971                                   | Forjas Taurus S.A. | | .38 Special .357 Magnum | Brasil                                          | 1988           |
| Ruger Alaskan                                     | Sturm, Ruger & Company | | .480 Ruger .44 Magnum .454 Casull | Hoa Kỳ                                          | 2005           |
| Ruger Bearcat                                     | Sturm, Ruger & Company | | .22 LR .22 Long .22 Short .22 WMR | Hoa Kỳ                                          | 1958           |
| Ruger Bisley                                      | Sturm, Ruger & Company | | .22 Long Rifle .32 H&R Magnum .357 Magnum .38 Special .41 Magnum .44 Magnum .44 Special .45 Colt | Hoa Kỳ                                          | 1984           |
| Ruger Blackhawk                                   | Sturm, Ruger & Company | | .30 Carbine .32 H&R Magnum .32-20 Winchester .327 Federal Magnum 9×19mm Parabellum .357 Magnum .357 Remington Maximum (Discontinued) 10mm Auto .38-40 Winchester .41 Magnum .44 Special .44 Magnum (Super Blackhawk only) .45 ACP .45 Colt                                                  | Hoa Kỳ                                          | 1955           |
| Ruger Bowen.500 Maximum                           | Bowen Classic Arms Corporation | Tập tin:Jack Huntington.500 Maximum.jpg                                                                                 | .500 Maximum | Hoa Kỳ                                          |                |
| Ruger GP100                                       | Sturm, Ruger & Company | Tập tin:Ruger GP100.357 Stainless.jpg                                                                                   | .357 Magnum .38 Special .327 Federal Magnum | Hoa Kỳ                                          | 1985           |
| Ruger LCR                                         | Sturm, Ruger & Company | | .22 LR .22 WMR .38 Special .357 Magnum | Hoa Kỳ                                          | 2009           |
| Ruger Redhawk                                     | Sturm, Ruger & Company | | .38 Special .357 Magnum .41 Magnum .44 Special .44 Magnum .45 Colt | Hoa Kỳ                                          | 1979           |
| Ruger Security Six                                | Sturm, Ruger & Company | | .38 S&W .38 Special .357 Magnum 9×19mm Parabellum | Hoa Kỳ                                          | 1972           |
| Ruger Single-Six                                  | Sturm, Ruger & Company | | .22 LR .22 WMR .17 HMR .32 H&R Magnum | Hoa Kỳ                                          | 1953           |
| Ruger SP101                                       | Sturm, Ruger & Company | | .22 LR .38 Special .357 Magnum .327 Federal Magnum 9mm Luger (không còn sử dụng) .32 H&R Magnum (không còn sử dụng) | Hoa Kỳ                                          | 1989           |
| Ruger Super Redhawk                               | Sturm, Ruger & Company | Tập tin:Ruger Super Redhawk.480 Ruger.jpg                                                                               | .44 Magnum .454 Casull .480 Ruger | Hoa Kỳ                                          | 1987           |
| Ruger Vaquero                                     | Sturm, Ruger & Company | | .357 Magnum .38 Special .44-40 Winchester .44 Magnum .45 Colt | Hoa Kỳ                                          | 1993           |
| Schmidt M1882                                     | Waffenfabrik Bern | | 7.5mm 1882 Ordnance | Thụy Sĩ                                         | 1882           |
| S&W.38 Single Action                              | Smith & Wesson | Tập tin:Smith & Wesson.38 Single Action 2nd Model.jpg                                                                   | .38 S&W | Hoa Kỳ                                          | 1876           |
| Smith & Wesson.38/44                              | Smith & Wesson | Tập tin:Flickr - ~Steve Z~ - S^W Pre Model 23.38 Spl..jpg                                                               | .38 Special/44 | Hoa Kỳ                                          | 1930           |
| Smith & Wesson Bodyguard                          | Smith & Wesson | | .38 Special .357 Magnum | Hoa Kỳ                                          | 1955           |
| Smith & Wesson Centennial                         | Smith & Wesson | | .22 LR .22 Magnum .32 H&R Magnum .357 Magnum 9mm Luger .356 TSW | Hoa Kỳ                                          | 1952           |
| Smith & Wesson Governor                           | Smith & Wesson | | .410 bore .45 ACP .45 Colt | Hoa Kỳ                                          |                |
| Smith & Wesson Ladysmith                          | Smith & Wesson | | .22 Long Rifle .32 H&R Magnum .38 Special .357 Magnum 9mm Parabellum | Hoa Kỳ                                          | Thập niên 1900 |
| Smith & Wesson Model 1                            | Smith & Wesson | | .22 Short | Hoa Kỳ                                          | 1857           |
| Smith & Wesson Model 1 1/2                        | Smith & Wesson | Tập tin:Smith Wesson Model 1.5 1st.jpg                                                                                  | .32 Rimfire | Hoa Kỳ                                          | 1865           |
| Smith & Wesson Model 3                            | Smith & Wesson | | .44 Russian .44 S&W American .38 S&W | Hoa Kỳ                                          | 1865           |
| Smith & Wesson Model 10                           | Smith & Wesson | | .38 Long Colt .38 Special .38/200 | Hoa Kỳ                                          | 1899           |
| Smith & Wesson Model 12                           | Smith & Wesson | Tập tin:My.38 SPL S & W model 12-2 (5).jpg                                                                              | .38 Special | Hoa Kỳ                                          | 1953           |
| Smith & Wesson Model 13                           | Smith & Wesson | | .357 Magnum | Hoa Kỳ                                          | 1973           |
| Smith & Wesson Model 14                           | Smith & Wesson | | .38 Special | Hoa Kỳ                                          | 1947           |
| Smith & Wesson Model 15                           | Smith & Wesson | Tập tin:S&WModel15-4 02.jpg                                                                                             | .38 Special | Hoa Kỳ                                          | 1947           |
| Smith & Wesson Model 17                           | Smith & Wesson | | .22 Long Rifle | Hoa Kỳ                                          | 1947           |
| Smith & Wesson Model 19                           | Smith & Wesson | Tập tin:S&W Model 19-5.357 Magnum.JPG                                                                                   | .357 Magnum | Hoa Kỳ                                          | 1957           |
| Smith & Wesson Model 22                           | Smith & Wesson | | .45 ACP .45 Auto Rim | Hoa Kỳ                                          | 1917           |
| Smith & Wesson Model 27                           | Smith & Wesson | | .357 Magnum .38 Special | Hoa Kỳ                                          | 1935           |
| Smith & Wesson Model 28                           | Smith & Wesson | | .357 Magnum | Hoa Kỳ                                          | 1954           |
| Smith & Wesson Model 29                           | Smith & Wesson | | .44 Magnum .44 Special | Hoa Kỳ                                          | 1955           |
| Smith & Wesson Model 317 kit gun                  | Smith & Wesson | | .22 Long Rifle | Hoa Kỳ                                          |                |
| Smith & Wesson Model 36                           | Smith & Wesson | | .38 Special | Hoa Kỳ                                          | 1950           |
| Smith & Wesson Model 327PD                        | Smith & Wesson | | .357 Magnum .38 Special | Hoa Kỳ                                          | 1935           |
| Smith & Wesson Model 340PD                        | Smith & Wesson | | .357 Magnum .38 Special | Hoa Kỳ                                          | 2000s          |
| Smith & Wesson Model 460XVR                       | Smith & Wesson | | .460 S&W Magnum | Hoa Kỳ                                          | 2005           |
| Smith & Wesson Model 500                          | Smith & Wesson | | .500 S&W Magnum | Hoa Kỳ                                          | 2002           |
| Smith & Wesson Model 586                          | Smith & Wesson | | .357 Magnum .38 Special | Hoa Kỳ                                          | 1981           |
| Smith & Wesson Model 57                           | Smith & Wesson | | .41 Magnum | Hoa Kỳ                                          | 1964           |
| Smith & Wesson Model 60                           | Smith & Wesson | | .38 Special .357 Magnum | Hoa Kỳ                                          | 1965           |
| Smith & Wesson Model 64                           | Smith & Wesson | Tập tin:S&W Model 64-8.jpg                                                                                              | .38 Special | Hoa Kỳ                                          | 1981           |
| Smith & Wesson Model 66                           | Smith & Wesson | Tập tin:My.357 Mag S & W model 66-2 (5).jpg                                                                             | .357 Magnum | Hoa Kỳ                                          | 1970           |
| Smith & Wesson Model 67                           | Smith & Wesson | Tập tin:S&WModel15-4 02.jpg                                                                                             | .38 Special | Hoa Kỳ                                          | 1957           |
| Smith & Wesson Model 386                          | Smith & Wesson | | .38 Special .357 Magnum | Hoa Kỳ                                          |                |
| Smith & Wesson Model 625                          | Smith & Wesson | | .45 ACP .45 Auto Rim | Hoa Kỳ                                          | 1988           |
| Smith & Wesson Model 686                          | Smith & Wesson | | .357 Magnum .38 Special | Hoa Kỳ                                          | 1980           |
| Smith & Wesson Safety Hammerless                  | Smith & Wesson | | .38 S&W .32 S&W | Hoa Kỳ                                          | 1887           |
| Smith & Wesson Triple Lock                        | Smith & Wesson | Tập tin:Smith and Wesson.44 Hand Ejector 1st Model New Century Triple Lock Canadian Contract.455 Webley-transparent.png | .44 Special | Hoa Kỳ                                          | 1908           |
| Súng ổ xoay Starr                                 | Starr Arms Company | | Ball, percussion cap #11 | Hoa Kỳ                                          | 1856           |
| Sterling                                          | Sterling Armaments Company | | .38 | Anh Quốc                                        |                |
| Swiss mini gun                                    | SwissMiniGun | | 2.34mm rimfire | Thụy Sĩ                                         |                |
| Taurus Judge Taurus Public Defender               | Taurus (manufacturer) | | .410 bore .454 Casull .45 Colt | Hoa Kỳ                                          | 2010           |
| Taurus Model 605                                  | Taurus (manufacturer) | | .38 Special .357 Magnum | Brasil                                          | 1995           |
| Taurus Model 608                                  | Taurus (manufacturer) | | .357 Magnum | Brasil                                          | 1997           |
| Taurus Model 617                                  | Taurus (manufacturer) | | .38 Special .357 Magnum | Brasil                                          | 1998           |
| Taurus Model 731                                  | Taurus (manufacturer) | | .32 Long .32 H&R Magnum | Brasil                                          | 1995           |
| Taurus Model 82                                   | Taurus (manufacturer) | | .38 Special | Brasil                                          |                |
| Taurus Model 85                                   | Taurus (manufacturer) | | .38 Special | Brasil                                          |                |
| Tranter                                           | Tranter | | Cap and ball | Anh Quốc                                        | 1853           |
| Udar                                              | KBP Instrument Design Bureau | | 12.3×50mmR 12.3×40mmR 12.3×22mmR PM32 9×18mm Makarov 9×17mm Short | Nga                                             | 1994           |
| Ultimate 500                                      | Gary Reeder Custom Guns | | .500 S&W Magnum | Hoa Kỳ                                          |                |
| Union Automatic Revolver                          | Union Firearms Company | | .32 S&W | Hoa Kỳ                                          | 1909           |
| British Bull Dog revolver                         | Webley & Scott | | .44 Short Rimfire .442 Webley .450 Adams | Anh Quốc                                        | 1872           |
| Webley RIC                                        | Webley & Scott | | .442 Webley .450 Adams .500 Tranter | Anh Quốc                                        | 1868           |
| Webley                                            | Webley & Scott RSAF Enfield | | .455 Webley | Anh Quốc                                        | 1887           |
| Webley-Fosbery Automatic Revolver                 | Webley & Scott | | .455 Webley .38 ACP | Anh Quốc                                        | 1895           |
| Zulaica Automatic Revolver                        | M. Zulaica y Cia. | | .22 Long Rifle | Bản mẫu:Country data Tây Ban Nha thời Phục Hưng | 1905           |